# Oberlausitz (Naturraum)

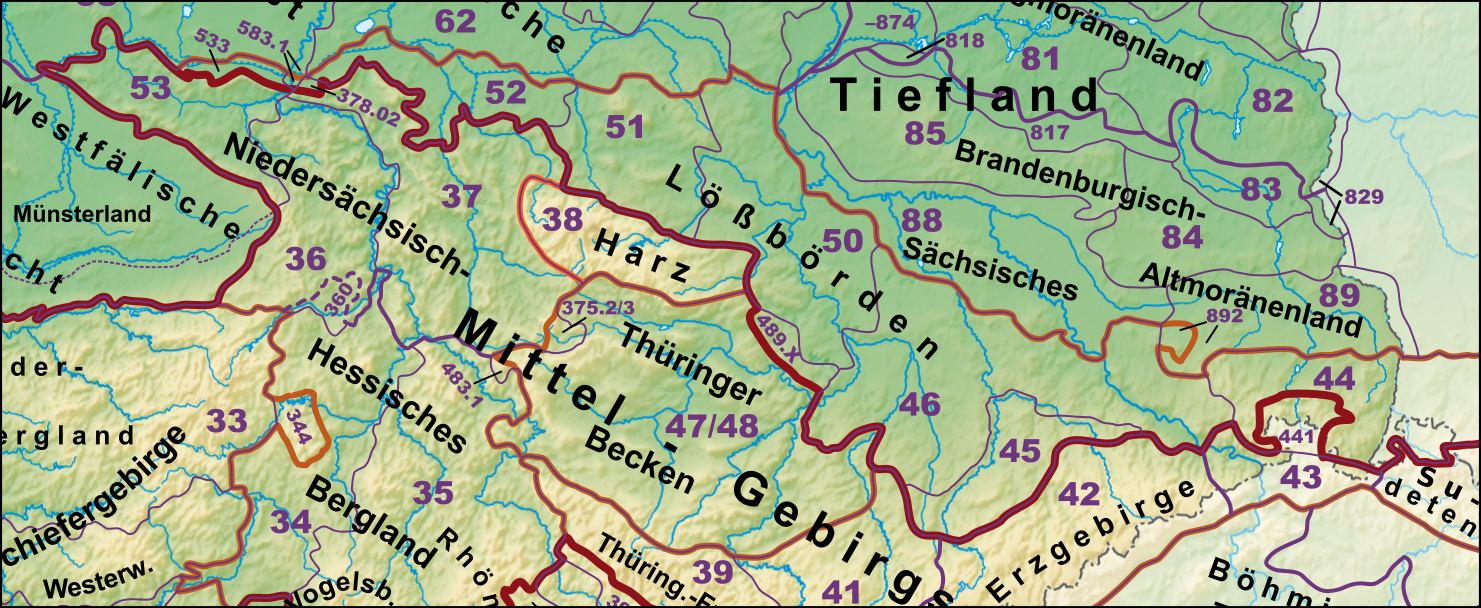
Regionen nach BfL (Meyen et al.)

Oberlausitz hieß eine naturräumliche Haupteinheitengruppe nach dem Handbuch der naturräumlichen Gliederung Deutschlands im äußersten Südosten Sachsens. Sie war benannt nach der historischen Oberlausitz. 
Nachdem jedoch die Arbeitsgruppe „Naturhaushalt und Gebietscharakter“ der Sächsischen Akademie der Wissenschaften in Leipzig die naturräumlichen Zuordnungen überarbeitet hat, findet die Oberlausitz als Übereinheit keine Verwendung mehr. Vielmehr wurden die einzelnen Haupteinheiten in Mittelgebirgs- und Lösshügellandanteil aufgespalten. Gleichwohl findet die Haupteinheitengruppe beim BfN noch Verwendung.

## Naturräumliche Gliederung
Folgendermaßen sah die Einteilung nach Meynen und BfL aus (in Klammern: Kennziffer nach BfN):
- 44 (=D14) Oberlausitz
  - 440 Neißegebiet
  - 441 Lausitzer Bergland
  - 442 Ostlausitzer Vorberge
  - 443 Westlausitzer Vorberge
  - 444 Oberlausitzer Gefilde

Nach heutigem Stand fasst man das montanere Lausitzer Bergland mit den sich südöstlich (Zittauer Gebirge) und westlich (Sächsische Schweiz, Erzgebirge, Vogtland) anschließenden Mittelgebirgen zur Übereinheit Sächsisches Bergland und Mittelgebirge zusammen.
Alle anderen Haupteinheiten wurden der Übereinheit Sächsisches Lössgefilde zugerechnet. Hierbei blieb das Oberlausitzer Gefilde als Untereinheit erhalten, die Westlausitzer Vorberge wurden mit der sich westlich anschließenden Lausitzer Platte zum Westlausitzer Hügel- und Bergland fusioniert und die Ostlausitzer Vorberge mit dem Neißegebiet zur Östlichen Oberlausitz.

## Belege
1. ↑  Emil Meynen, Josef Schmithüsen (Hrsg.): Handbuch der naturräumlichen Gliederung Deutschlands. Bundesanstalt für Landeskunde, Remagen/Bad Godesberg 1953–1962 (9 Lieferungen in 8 Büchern, aktualisierte Karte 1:1.000.000 mit Haupteinheiten 1960).
2. ↑  Karten und Daten des Bundesamtes für Naturschutz (Hinweise)